# ФК Елче
ФК Елче (шп. Elche Club de Fútbol) је фудбалски клуб из Елчеа, Покрајина Аликанте, из Валенсијанске Покрајине. Основан је 1923. и тренутно наступа у Сегунди. Домаћин је на стадиону Стадион Мануел Мартинез Валеро, капацитета 38.750 седишта.
Основан је 1923 спајањем свих градских клубова, Елче је почео да се такмичи у лигашком систему 1929. год., остварили су пласман у Другу лигу 1934. год., а 1959 год. у Примери, где им је најбољи пласман пето место у сезони 1963/64. Били су финалисти Купа Шпаније 1969. год.

## Састав из 2018. године
Ажурирано 31. августа 2018.
| Бр. |           | Позиција | Играч             |
| --- | --------- | -------- | ----------------- |
| 1   | Шпанија   | Г        | Хосе Хуан         |
| 2   | Шпанија   | О        | Текио             |
| 3   | Шпанија   | О        | Ману              |
| 4   | Колумбија | О        | Нејдер Лозано     |
| 5   | Шпанија   | О        | Гонзало Верду     |
| 6   | Шпанија   | С        | Мануел Санчез     |
| 7   | Шпанија   | Н        | Нино              |
| 8   | Шпанија   | С        | Данијел Провенсио |
| 9   | Шпанија   | Н        | Бења              |
| 10  | Шпанија   | С        | Гонзало Виљар     |
| 11  | Шпанија   | С        | Иван Санчез       |
| 14  | Шпанија   | С        | Ксави Торес       |

| Бр. |           | Позиција | Играч               |
| --- | --------- | -------- | ------------------- |
| 15  | Украјина  | О        | Иван Зотко          |
| 16  | Шпанија   | С        | Начо Гил            |
| 17  | Шпанија   | С        | Хосан               |
| 18  | Гвинеја   | Н        | Сори Каба           |
| 19  | Шпанија   | С        | Чука                |
| 20  | Шпанија   | С        | Хони Нигез          |
| 21  | Шпанија   | С        | Хави Флорес         |
| 22  | Шпанија   | С        | Борха Мартинез      |
| 23  | Шпанија   | О        | Хуан Круз           |
| 24  | Венецуела | О        | Александер Гоназлез |
| 28  | Нигерија  | Г        | Франсис Узохо       |
| 33  | Шпанија   | О        | Редру               |

### На позајмици
| Бр. |  | Позиција | Играч |
| --- |  | -------- | ----- |

| Бр. |  | Позиција | Играч |
| --- |  | -------- | ----- |